# Leopold III de Lippe
Leopold III de Lippe-Detmold (1 de setembre de 1821 – 8 de desembre de 1875) va ser el sobirà del principat de Lippe regnant des de 1851 fins a la seua mort.

## Vida
Leopold III va nàixer a Detmold com el fill major i príncep hereu de Leopold II, el príncep regnant de Lippe i el seu consort, la princesa Emilia de Schwarzburgo-Sondershausen (1800–1867).
Va succeir com a príncep de Lippe l'1 de gener de 1851 després de la mort del seu pare. Un any després de la successió al tron Leopoldo va contraure matrimoni el 14 d'abril de 1852 a Rudolstadt amb la princesa Elisabeth de Schwarzburg-Rudolstadt (1833–1896), filla del príncep Albert de Schwarzburg-Rudolstadt.
Va conduir una política conservadora poca popular. El 1853 va anul·lar les reformes i la constitució liberal introduïda per Leopold II després de la revolució alemanya de 1848-49. Va dissoldre el landtag, la representació parlementària. El 15 de març del 183 va abolir la constitució del 1849 i va reintroduir la constitució més absolutista del 1836, el que va conduir a un regnat amb molt de conflictes. Amb dos edictes del 1854 va atorgar el mateix estatatus legal a l'església catòlica i l'església luterana, al costat de la fins aleshores religió d'estat calvinista.
A la seua ascensió el principat era un membre de la Confederació Germànica, i Leopold va donar suport al Prússia durant la Guerra austroprussiana del 1866. Després de la guerra i la dissolució de la Confederació Germànica, Lippe es va unir a la Confederació Alemanya del Nord creada el 1867. Lippe llavors va romandre com a membre de la Confederació Alemanya del Nord fins a la creació de l'Imperi alemany el 1871 després de la Guerra francoprussiana.
El príncep Leopold va ser un dels principals promotors del monument dedicat a Armini Hermannsdenkmal heroi de la batalla del bosc de Teutoburg. Va ser inaugurat per l'emperador alemany Guillem I a l'estiu del 1875. Uns pocs mesos després de la inauguració del monument Leopold va morir a Detmold. En no tenir descendència, Leopold el seu germà Valdemar li va succeir.
El compositor Johannes Brahms va ser contractat cada any entre 1857 i 1859 per uns mesos com a director de la coral, com pianista i professor de piano de la cort.